# Новодмитриевка (городской округ Семёновский)
Новодмитриевка — деревня в городском округе Семёновский Нижегородской области России. Второе (неофициальное) название деревни - Хмелёвка. 

## География
Деревня находится на севере центральной части Нижегородской области, в зоне хвойно-широколиственных лесов, на правом берегу реки Люнды, к юго-западу от автодороги Р177, на расстоянии приблизительно 30 километров (по прямой) к северо-востоку от города Семёнова, административного центра района.

### Климат
Климат характеризуется как умеренно континентальный, с влажным нежарким летом и холодной снежной зимой. Средняя температура воздуха самого холодного месяца (января) составляет −12,9 °C; самого тёплого месяца (июля) — 18,4 °C. Годовое количество атмосферных осадков — 550—600 мм.

### Часовой пояс
Деревня Новодмитриевка, как и вся Нижегородская область, находится в часовой зоне МСК (московское время). Смещение применяемого времени относительно UTC составляет +3:00.

## Население
| 2002 | 2010 |
| ---- | ---- |
| 57   | ↘44  |

### Национальный состав
Согласно результатам переписи 2002 года, в национальной структуре населения русские составляли 100 %. Сегодня Новодмитриевка считается одной из самых вымирающих деревень городского округа Семёновский.